# بار آسب
بار آسب (بالسويدية: Pär Asp)‏ هو لاعب كرة قدم سويدي في مركز الدفاع، ولد في 14 أغسطس 1982 في السويد. لعب مع غيفلي ونادي برومابويكارنا.

## وصلات خارجية
- بار آسب على موقع اتحاد السويد (السويدية)
- بار آسب على موقع قاعدة بيانات كرة القدم.إي يو (الإنجليزية)